# I Libri Gialli dall'1 al 100

## Dal n.1 al n.100
| n.  | Titolo italiano                                                                                                  | Pubblicazione | Titolo originale                                                                      | Anno opera          | Autore                           |
| --- | --- | ------------- | ------------------------------------------------------------------------------------- | ------------------- | -------------------------------- |
| 1   | La strana morte del signor Benson                                                                                | 1929          | The Benson Murder Case                                                                | 1926                | S. S. Van Dine                   |
| 2   | L'uomo dai due corpi                                                                                             | 1929          | Captains of Souls                                                                     | 1922                | Edgar Wallace                    |
| 3   | Il club dei suicidi Lo strano caso del dottor Jekyll e del signor Hyde L'isola delle voci Il tesoro di Franchard | 1929          | The Suicide Club Dr. Jekyll and Mr. Hyde The Isle of Voices The Treasure of Franchard | 1878 1886 1893 1887 | Robert Louis Stevenson           |
| 4   | Il mistero delle due cugine                                                                                      | 1929          | The Leavenworth Case: a Lawyer's Story                                                | 1878                | Anna Katharine Green             |
| 5   | La fine dei Greene                                                                                               | 1930          | The Greene Murder Case                                                                | 1928                | S. S. Van Dine                   |
| 6   | Il castigo della spia                                                                                            | 1930          | The Squeaker                                                                          | 1927                | Edgar Wallace                    |
| 7   | La casa della freccia                                                                                            | 1930          | The House of the Arrow                                                                | 1924                | A.E.W. Mason                     |
| 8   | La dama di compagnia                                                                                             | 1930          | What Really Happened                                                                  | 1926                | Marie Belloc Lowndes             |
| 9   | L'inafferrabile                                                                                                  | 1931          | The Feathered Serpent                                                                 | 1927                | Edgar Wallace                    |
| 10  | Lo smemorato di Colonia                                                                                          | 1931          | The Amazing Chance                                                                    | 1926                | Patricia Wentworth               |
| 11  | Orme nella sabbia                                                                                                | 1931          | Mystery at Lynden Sands                                                               | 1928                | J. J. Connington                 |
| 12  | L'arciere fantasma                                                                                               | 1931          | The Green Archer                                                                      | 1923                | Edgar Wallace                    |
| 13  | I tre segugi | 1931          | The Cask                                                                              | 1920                | Freeman Wills Crofts             |
| 14  | Oro sommerso | 1931          | Doubloons                                                                             | 1906                | Arnold Bennett e Eden Phillpotts |
| 15  | Dalle nove alle dieci                                                                                            | 1931          | The Murder of Roger Ackroyd                                                           | 1926                | Agatha Christie                  |
| 16  | Il giustiziere                                                                                                   | 1931          | The Avenger                                                                           | 1926                | Edgar Wallace                    |
| 17  | Il corriere scomparso                                                                                            | 1931          |                                                                                       |                     | E. Phillips Oppenheim            |
| 18  | La canarina assassinata                                                                                          | 1931          | The Canary Murder Case                                                                | 1927                | S. S. Van Dine                   |
| 19  | La belva | 1931          | No Other Tiger                                                                        | 1927                | A.E.W. Mason                     |
| 20  | Il briccone galantuomo                                                                                           | 1931          | The Twister                                                                           | 1928                | Edgar Wallace                    |
| 21  | Il sette bello                                                                                                   | 1931          |                                                                                       | 1931                | Alessandro Varaldo               |
| 22  | L'enigma dello spillo                                                                                            | 1931          | The Clue of the New Pin                                                               | 1923                | Edgar Wallace                    |
| 23  | L'affare D'Arblay                                                                                                | 1931          | The D'Arblay Mystery                                                                  | 1926                | Richard Austin Freeman           |
| 24  | La vipera | 1931          |                                                                                       |                     | Maurice Renard                   |
| 25  | Il cerchio rosso                                                                                                 | 1931          | The Crimson Circle                                                                    | 1922                | Edgar Wallace                    |
| 26  | Il dramma di Corte Rossa                                                                                         | 1931          | The Red House Mystery                                                                 | 1922                | A. A. Milne                      |
| 27  | La grande idea                                                                                                   | 1931          | The Hand of Power                                                                     | 1927                | Edgar Wallace                    |
| 28  | Le scarpette rosse                                                                                               | 1931          |                                                                                       | 1931                | Alessandro Varaldo               |
| 29  | Il vagabondo | 1931          | The Northing Tramp                                                                    | 1926                | Edgar Wallace                    |
| 30  | Il maestro del Giudizio Universale                                                                               | 1931          | Der Meister des jüngsten Tages                                                        | 1923                | Leo Perutz                       |
| 31  | Il volto nell'ombra                                                                                              | 1931          | The Face in the Night                                                                 | 1924                | Edgar Wallace                    |
| 32  | Caccia all'uomo                                                                                                  | 1931          | The Mystery of Uncle Bollard                                                          | 1927                | H. De Vere Stacpoole             |
| 33  | Il terrore nel castello                                                                                          | 1931          |                                                                                       |                     | Rudolph Stratz                   |
| 34  | La porta dalle sette chiavi                                                                                      | 1932          | The Door With Seven Locks                                                             | 1926                | Edgar Wallace                    |
| 35  | La crociera del Colorado                                                                                         | 1932          |                                                                                       | 1932                | Alessandro De Stefani            |
| 36  | La dea della vendetta                                                                                            | 1932          | The Scarab Murder Case                                                                | 1930                | S. S. Van Dine                   |
| 37  | Il pugnale di vetro                                                                                              | 1932          | A King By Night                                                                       | 1925                | Edgar Wallace                    |
| 38  | La casa di fronte                                                                                                | 1932          |                                                                                       |                     | J. L. Rickard                    |
| 39  | La collana di smeraldi                                                                                           | 1932          | The Square Emerald                                                                    | 1926                | Edgar Wallace                    |
| 40  | L'incendio nella brughiera                                                                                       | 1932          | Inspector French and the Starvel Tragedy                                              | 1927                | Freeman Wills Crofts             |
| 41  | I tre giusti | 1932          | The Three Just Men                                                                    | 1925                | Edgar Wallace                    |
| 42  | Quaranta milioni                                                                                                 | 1932          |                                                                                       | 1932                | Arturo Lanocita                  |
| 43  | Il giorno 17 | 1932          | The Clue of the Silver Key                                                            | 1930                | Edgar Wallace                    |
| 44  | Il segreto di una notte                                                                                          | 1932          | The Case With Nine Solutions                                                          | 1928                | J. J. Connington                 |
| 45  | Il reduce dal Marocco                                                                                            | 1932          | The Man From Morocco                                                                  | 1926                | Edgar Wallace                    |
| 46  | Sei a tavola | 1932          |                                                                                       |                     | R. A. J. Walling                 |
| 47  | L'abate nero | 1932          | The Black Abbot                                                                       | 1926                | Edgar Wallace                    |
| 48  | La vedova del miliardario                                                                                        | 1932          | Trent's Last Case                                                                     | 1913                | E. C. Bentley                    |
| 49  | Il testamento di Gordon Stuart                                                                                   | 1932          | The Dark Eyes of London                                                               | 1924                | Edgar Wallace                    |
| 50  | La camera grigia                                                                                                 | 1932          | The Grey Room                                                                         | 1921                | Eden Phillpotts                  |
| 51  | Il covo sul mare                                                                                                 | 1932          | Terror Keep                                                                           | 1927                | Edgar Wallace                    |
| 52  | Morte di un banchiere                                                                                            | 1932          | The Duke of York's Steps                                                              | 1929                | Henry Wade                       |
| 53  | Il mago | 1932          | The Ringer                                                                            | 1926                | Edgar Wallace                    |
| 54  | L'ospite misteriosa                                                                                              | 1932          | Blood Money                                                                           | 1931                | John Goodwin                     |
| 55  | Una, o due? | 1932          | The Double                                                                            | 1928                | Edgar Wallace                    |
| 56  | Sangue sul grattacielo                                                                                           | 1932          | Behind That Curtain                                                                   | 1928                | Earl Derr Biggers                |
| 57  | La compagnia dei ranocchi                                                                                        | 1932          | The Fellowship of the Frog                                                            | 1925                | Edgar Wallace                    |
| 58  | La gatta persiana                                                                                                | 1933          |                                                                                       | 1933                | Alessandro Varaldo               |
| 59  | La valle degli spiriti                                                                                           | 1933          | The Valley of Ghosts                                                                  | 1922                | Edgar Wallace                    |
| 60  | Il diamante indiano                                                                                              | 1933          | The Moonstone: a Romance                                                              | 1868                | Wilkie Collins                   |
| 61  | Il mistero delle tre querce                                                                                      | 1933          | The Three Oaks Mystery                                                                | 1924                | Edgar Wallace                    |
| 62  | L'enigma dell'alfiere                                                                                            | 1933          | The Bishop Murder Case                                                                | 1929                | S. S. Van Dine                   |
| 63  | Il bandito invisibile                                                                                            | 1933          | The Man at the Carlton                                                                | 1931                | Edgar Wallace                    |
| 64  | Il pericolo senza nome                                                                                           | 1933          | Peril at End House                                                                    | 1932                | Agatha Christie                  |
| 65  | La taverna sul Tamigi                                                                                            | 1933          | The India-Rubber Men                                                                  | 1929                | Edgar Wallace                    |
| 66  | Il delitto nel municipio                                                                                         | 1933          | The Dying Alderman                                                                    | 1930                | Henry Wade                       |
| 67  | Maschera bianca                                                                                                  | 1933          | White Face                                                                            | 1930                | Edgar Wallace                    |
| 68  | L'incubo | 1933          | The Door                                                                              | 1930                | Mary Roberts Rinehart            |
| 69  | Un dramma in riviera                                                                                             | 1933          | The Angel of Terror                                                                   | 1922                | Edgar Wallace                    |
| 70  | Una voce dalle tenebre                                                                                           | 1933          | A Voice From the Dark                                                                 | 1925                | Eden Phillpotts                  |
| 71  | L'uomo dei gigli                                                                                                 | 1933          |                                                                                       | 1933                | A. Comez                         |
| 72  | Le figlie dell'abisso N. 222                                                                                     | 1933          | The Daughters of the Night The Million Dollar Story                                   | 1925 1926           | Edgar Wallace                    |
| 73  | Le tre meduse | 1933          | Tragedy at Ravensthorpe                                                               | 1927                | J. J. Connington                 |
| 74  | Occhio per occhio                                                                                                | 1933          | The Terrible People                                                                   | 1926                | Edgar Wallace                    |
| 75  | La fattoria del deserto                                                                                          | 1933          | The Desert Moon Mystery                                                               |                     | Kay Strahan                      |
| 76  | L'orma del gigante                                                                                               | 1933          | Big Foot                                                                              | 1927                | Edgar Wallace                    |
| 77  | La doppia morte dell'ispettore Belot                                                                             | 1933          | La Double Mort De Frederic Belot                                                      | 1932                | Claude Aveline                   |
| 78  | Il ritorno del mago                                                                                              | 1933          | Again the Ringer                                                                      | 1929                | Edgar Wallace                    |
| 79  | L'ultima sera | 1933          | The Hanging Captain                                                                   | 1932                | Henry Wade                       |
| 80  | L'uomo vestito di marrone                                                                                        | 1933          | The Man in the Brown Suit                                                             | 1924                | Agatha Christie                  |
| 81  | La scomparsa di Rigel                                                                                            | 1933          |                                                                                       |                     | Alessandro Varaldo               |
| 82  | La miniera di Don Alfonso                                                                                        | 1934          | Mr Justice Maxell                                                                     | 1922                | Edgar Wallace                    |
| 83  | Il voto del capitano                                                                                             | 1934          | The Sapphire                                                                          | 1933                | A.E.W. Mason                     |
| 84  | Il signore della notte                                                                                           | 1934          | The Gunner                                                                            | 1928                | Edgar Wallace                    |
| 85  | La poltrona n. 30                                                                                                | 1934          | The Roman Hat Mystery                                                                 | 1929                | Ellery Queen                     |
| 86  | Aiuto, Poirot!                                                                                                   | 1934          | The Murder On the Links                                                               | 1923                | Agatha Christie                  |
| 87  | Un segreto di stato                                                                                              | 1934          | The Day of Uniting                                                                    | 1926                | Edgar Wallace                    |
| 88  | Il nemico sconosciuto                                                                                            | 1934          | Miss Pinkerton                                                                        | 1932                | Mary Roberts Rinehart            |
| 89  | La tragedia in casa Coe                                                                                          | 1934          | The Kennel Murder Case                                                                | 1933                | S. S. Van Dine                   |
| 90  | Il grande Stefano                                                                                                | 1934          | The Joker                                                                             | 1926                | Edgar Wallace                    |
| 90  | Il complotto di Ginevra                                                                                          | 1934          |                                                                                       | 1926                | Vernon Bartlett e Per Jacobson   |
| 92  | Il segreto dei Tassart                                                                                           | 1934          | No Friendly Drop                                                                      | 1931                | Henry Wade                       |
| 93  | La legge dei Quattro                                                                                             | 1934          | The Law of the Four Just Men                                                          | 1921                | Edgar Wallace                    |
| 94  | La torre di re Giovanni                                                                                          | 1934          | The Joker                                                                             | 1926                | Jean Albert e Maurice Renard     |
| 95  | Il talismano dei Dangerfield                                                                                     | 1934          | The Dangerfield Talisman                                                              | 1926                | J. J. Connington                 |
| 96  | Il mercante di Siangtan                                                                                          | 1934          | The Yellow Snake                                                                      | 1926                | Edgar Wallace                    |
| 97  | La morte nel villaggio                                                                                           | 1934          | The Murder at the Vicarage                                                            | 1930                | Agatha Christie                  |
| 98  | L'albergo dei Quattro Venti                                                                                      | 1934          | The White Cockatoo                                                                    | 1933                | Mignon G. Eberhart               |
| 99  | Il signor Reeder, investigatore                                                                                  | 1934          | Room 13                                                                               | 1924                | Edgar Wallace                    |
| 100 | Il mistero del drago                                                                                             | 1934          | The Dragon Murder Case                                                                | 1933                | S. S. Van Dine                   |

|  | I 100 successivi: I Libri Gialli dal 101 al 200 |